# Rodessa
Rodessa – wieś w Stanach Zjednoczonych, w stanie Luizjana, w parafii Caddo.